# Mitrocomella sinuosa
Mitrocomella sinuosa är en nässeldjursart som först beskrevs av Förster 1923.  Mitrocomella sinuosa ingår i släktet Mitrocomella och familjen Mitrocomidae. Inga underarter finns listade i Catalogue of Life.